# National Institute of Applied Sciences and Technology
Il National Institute of Applied Sciences and Technology (INSAT) è un istituto tunisino affiliato all'Università di Cartagine. L'ammissione è molto selettiva e in genere gli studenti devono avere un'ottima GPA all'esame di maturità per essere ammessi.
L'istituto, che forma tecnici e ingegneri, offre una formazione post-baccalaureato della durata da 3 a 5 anni. Si parte da due indirizzi principali CBA in francese o ACB (Chimica Applicata-Biologia) e MPI in francese o MPC (Matematica-Fisica-Informatica) per il primo anno del ciclo propedeutico integrato, per poi ramificarsi in 2 indirizzi per gli studenti ACB e 4 indirizzi per gli studenti MPC.

## Galleria di foto

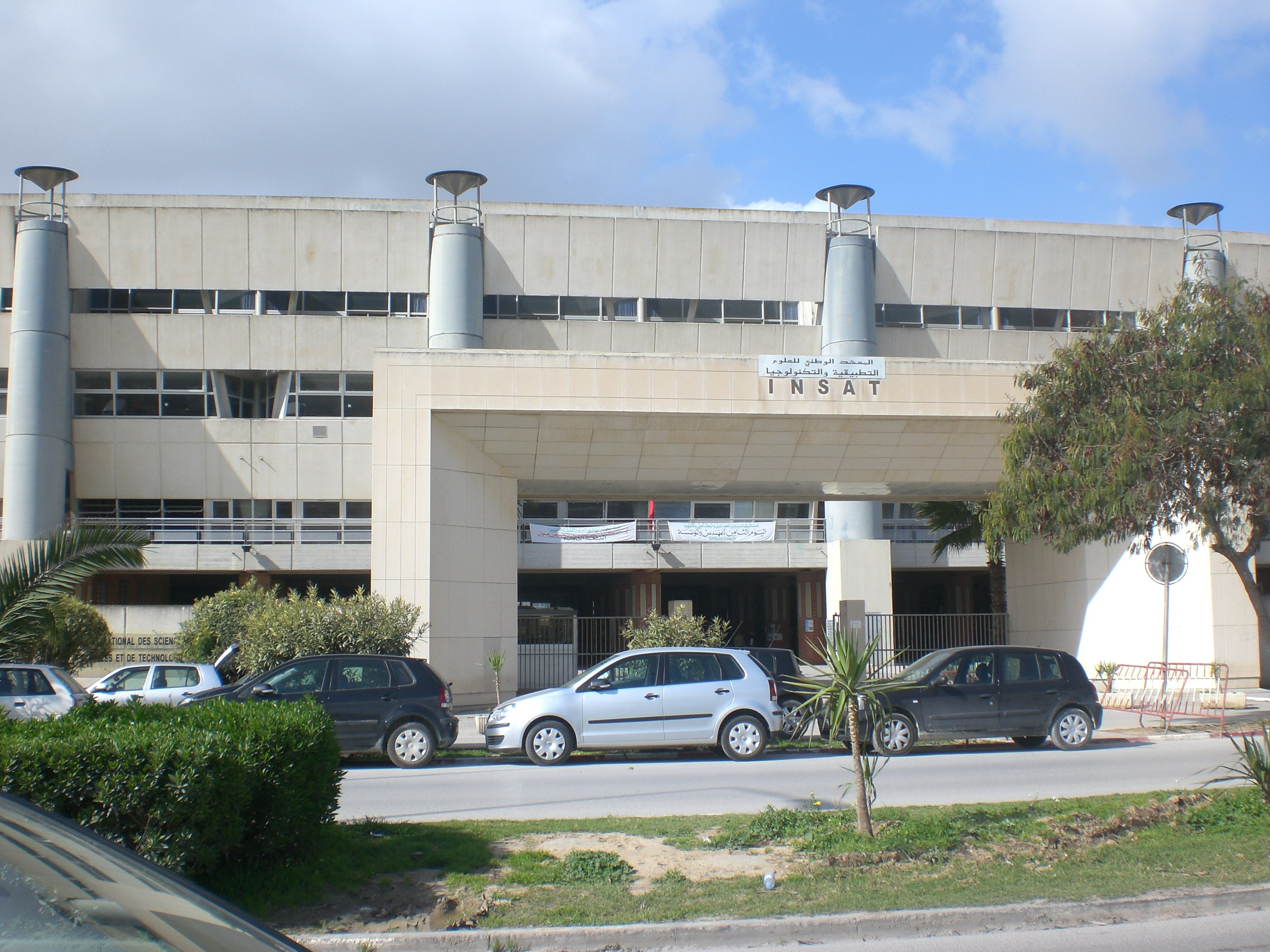
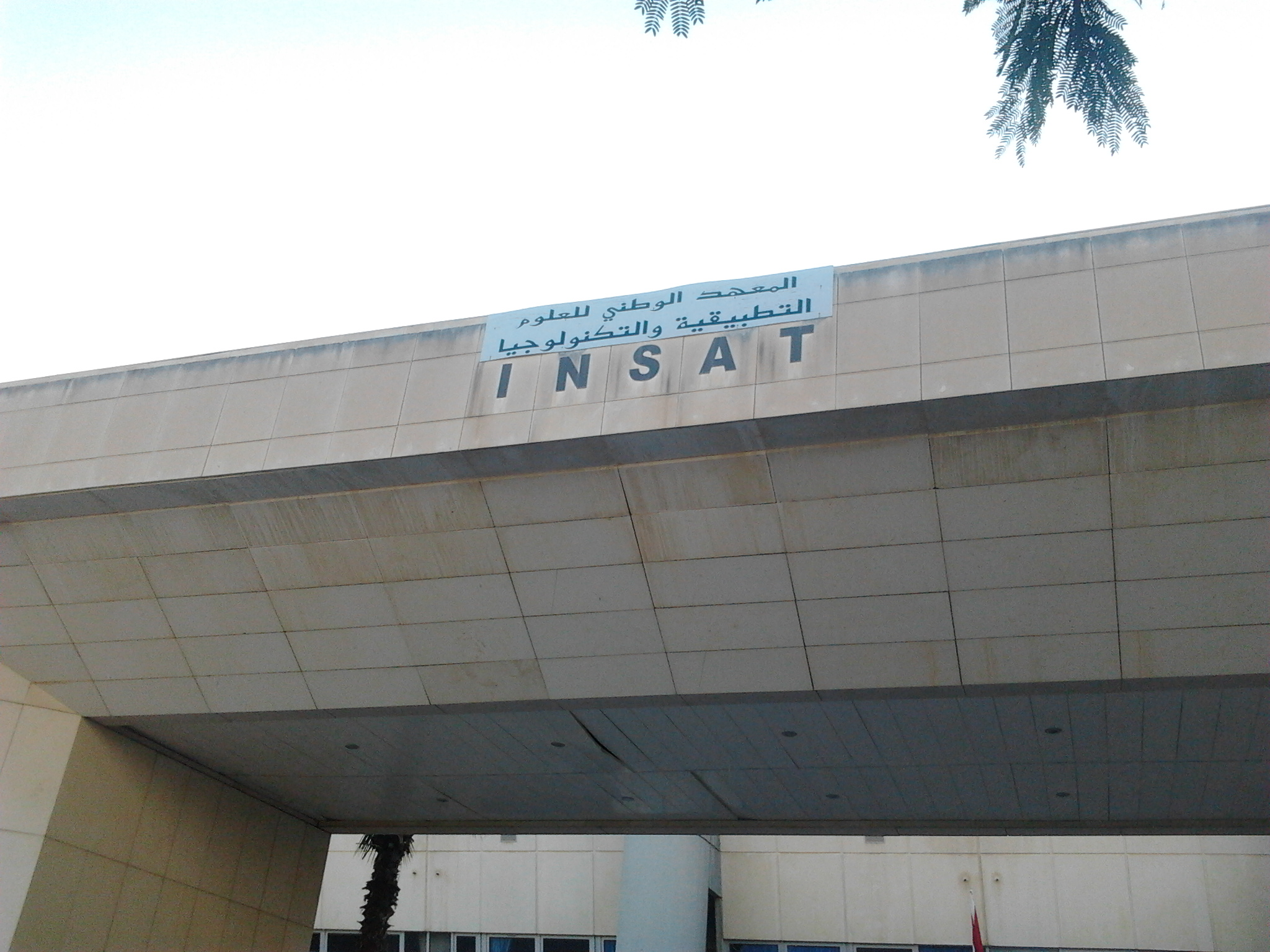
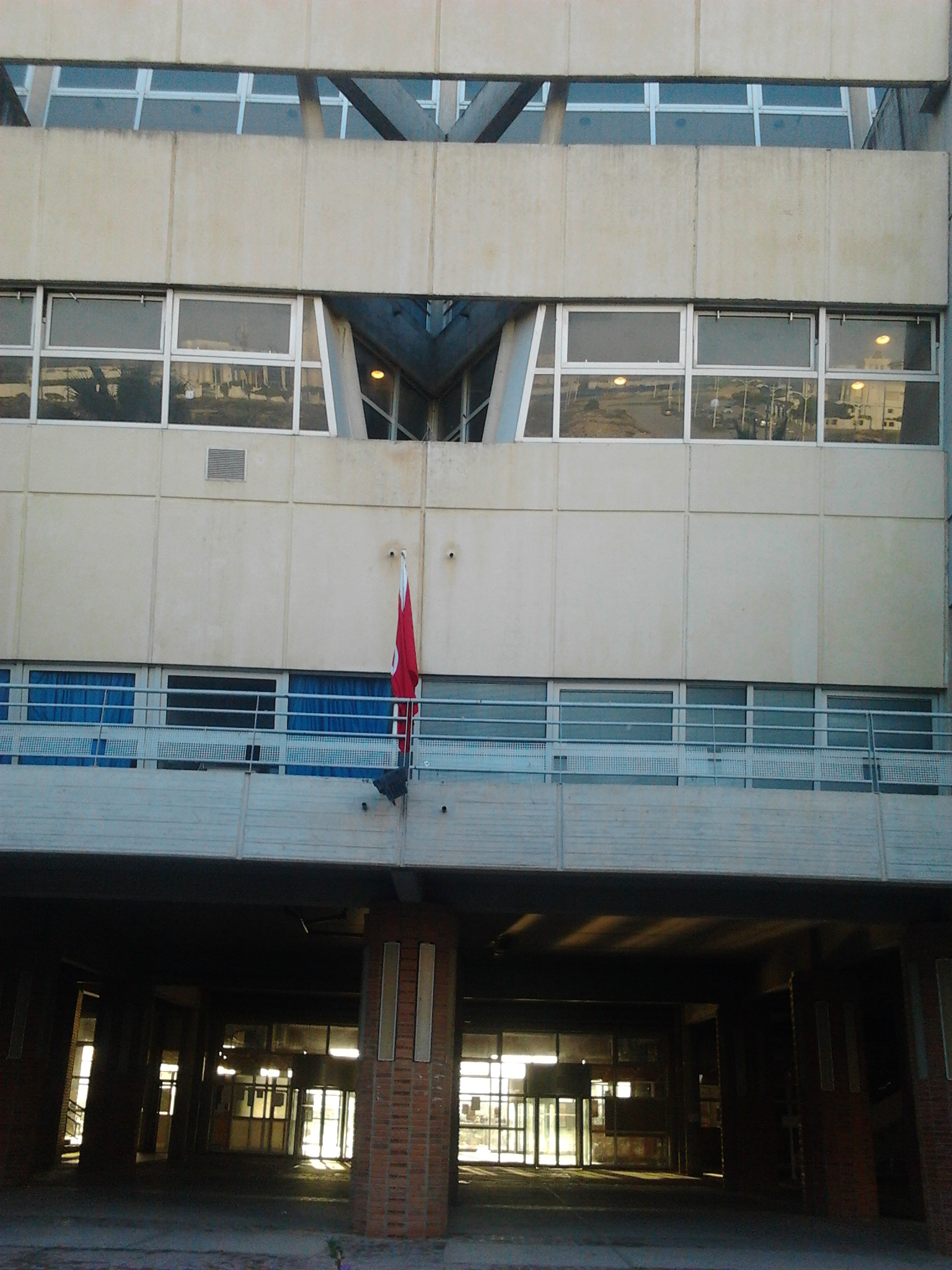
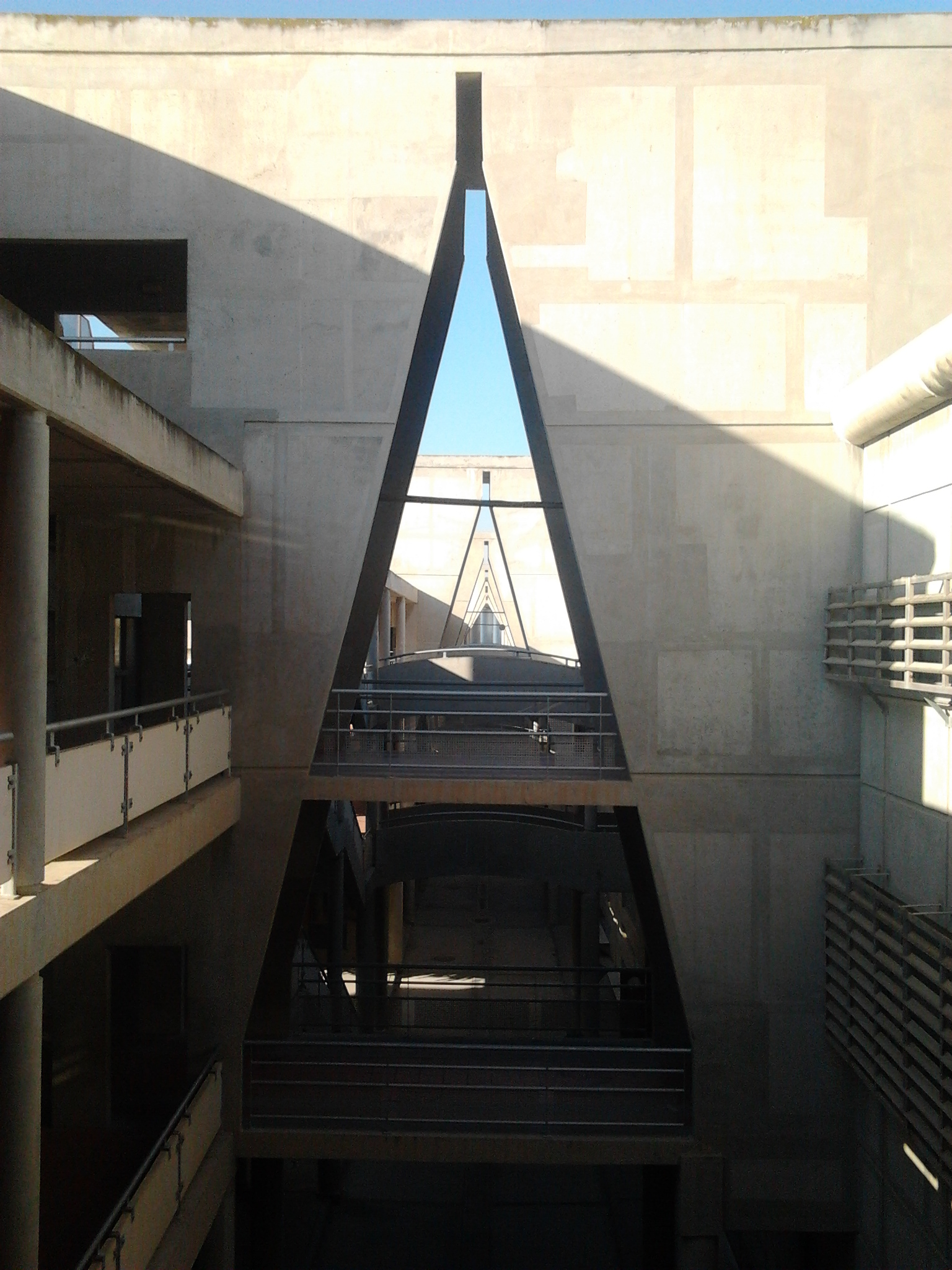
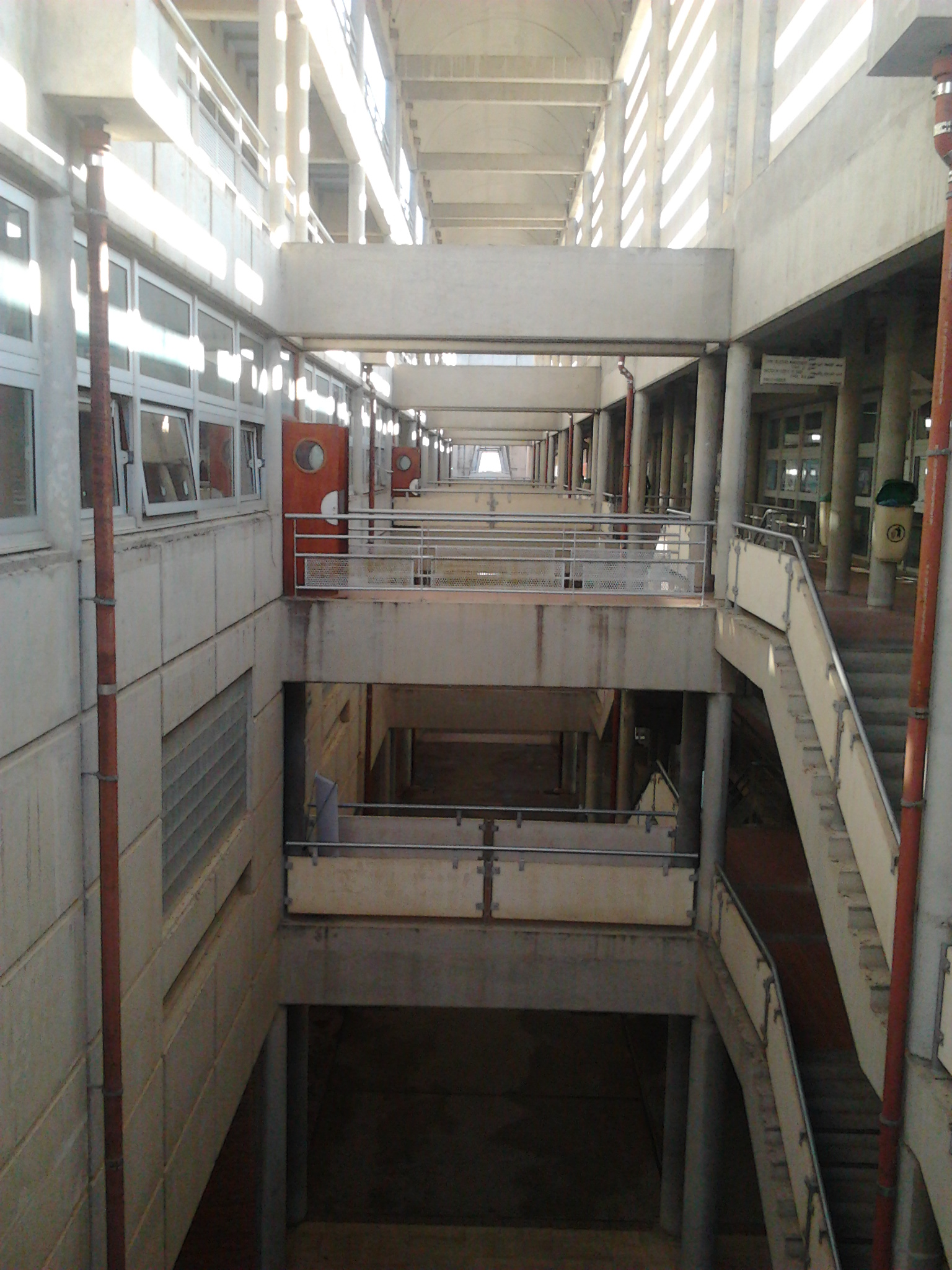
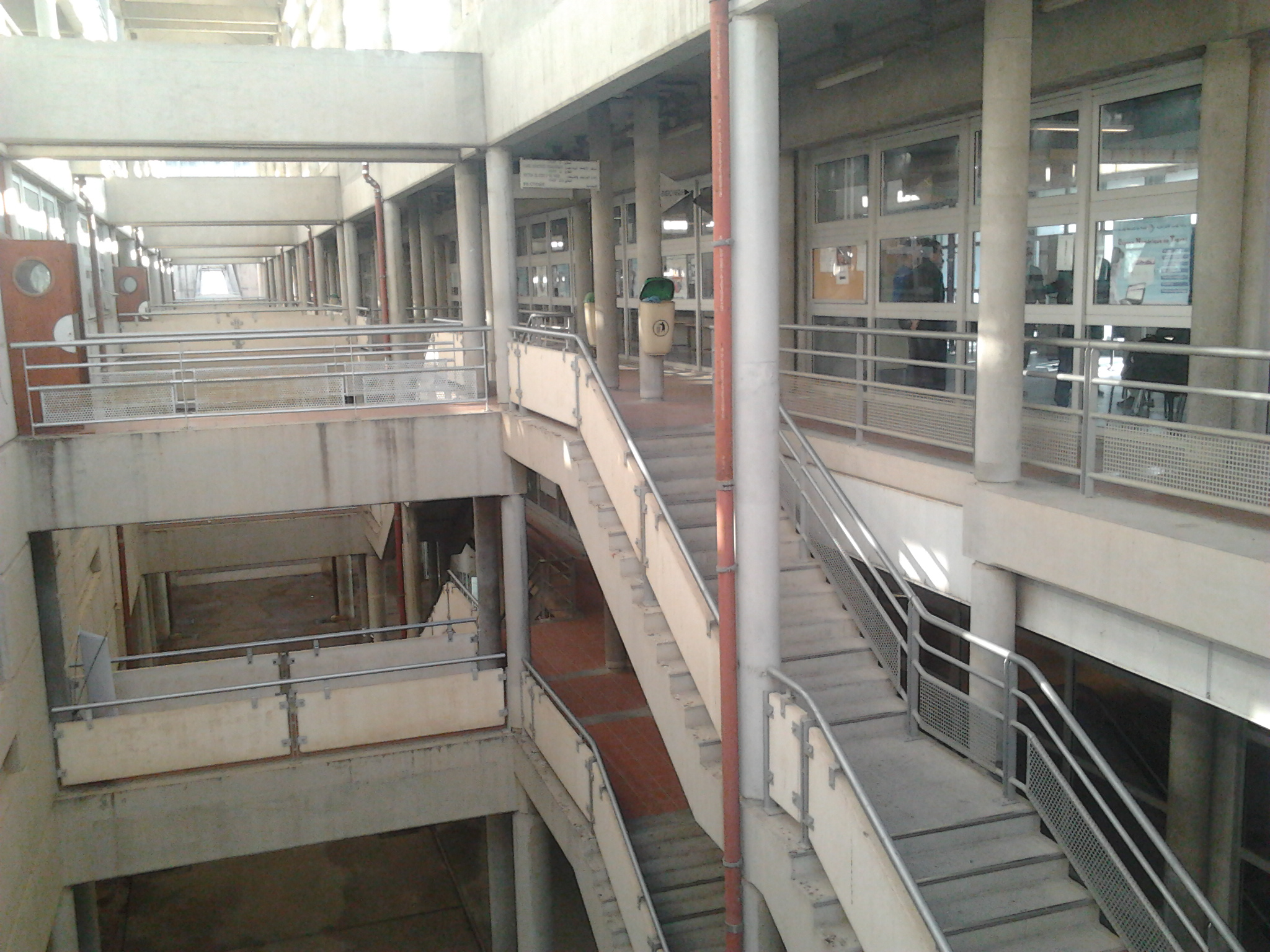